# Censo chileno de 1834-1835
El I Censo Nacional de Población realizado en Chile, ocupó la modalidad de censo de derecho, ya que se levantó en un período entre 1834 y 1835. Fue el primer censo con carácter de general, y fue encargado a Fernando Urzúa Garfias, quien fuera más tarde el primer director general de la Oficina Nacional de Estadísticas, creado bajo la administración de Manuel Bulnes, en 1841. Se ocupó a la mayor parte del contingente militar del país para el levantamiento y se introdujeron términos como "distrito censal", que se utiliza hasta la actualidad, creando así una división político-administrativa de exclusivo uso censal.
Sin embargo, mayores resultados generales de este censo no han sido registrados.

## Resultados generales
| Población total | 1 010 336 | 100 |

| 5000 a 9999 habitantes     | 4 |
| 10 000 a 49 999 habitantes | 2 |
| Sobre 50 000 habitantes    | 1 |

## Fuente
- Censo de 1835 - INE

- Datos: Q5760479